# Халид ибн Баргаш
Сеи́д Хали́д ибн Барга́ш аль-Бусаи́д (Халид бин Баргаш; 1874—1927) — султан Занзибара с 25 по 27 августа 1896 года. Последний султан независимого Занзибара.

## Биография
Сын Баргаша ибн Саида, второго султана Занзибара. После смерти Али ибн Саида в 1893 году попытался занять престол, но этому воспротивились британцы, недовольные его критикой их политики.
Халид ибн Баргаш правил Занзибаром в течение 2 дней (с 25 по 27 августа 1896 года) после внезапной смерти своего двоюродного брата Хамада ибн Тувайни. Существует версия, что предыдущий султан был отравлен им с целью захвата власти. Воспользовавшись ситуацией, Британия отказалась признать права нового султана на престол. При этом она ссылалась на условия англо-занзибарского договора 1866 года, предусматривавшего, что новый султан может вступить в права только с разрешения Британии.
Итогом британского протеста стала англо-занзибарская война. Этот военный конфликт продолжался всего 38 минут: за это время гарем и дворец султана были обстреляны британскими кораблями, что привело к полутысяче жертв среди занзибарцев, вынудив Занзибар капитулировать. Халид ибн Баргаш бежал из дворца в немецкое консульство, после чего тайно был переправлен в Германскую Восточную Африку.
Во время Первой мировой войны, когда Германская Восточная Африка была оккупирована британскими войсками, бывший султан был взят в плен в Дар-эс-Саламе в 1916 году и сослан на Сейшельские острова (позже — на остров Святой Елены). Впоследствии ему было позволено вернуться в Восточную Африку, где он жил до самой смерти в Момбасе (Кения) в 1927 году.